# Al-Kurna (Irak)
Al-Kurna (arab. القرنة, Al-Qurna) – miasto w południowo-wschodnim Iraku, w muhafazie Basra. W 2009 roku liczyło ok. 102 tys. mieszkańców.